# Bulbophyllum kivuense
Bulbophyllum kivuense är en orkidéart som beskrevs av Jaap J. Vermeulen. Bulbophyllum kivuense ingår i släktet Bulbophyllum och familjen orkidéer. Inga underarter finns listade i Catalogue of Life.